# NGC 6054
NGC 6054 este o interacțiune de galaxii situată în constelația Hercule. A fost descoperită în 27 iunie 1886 de către Lewis A. Swift. Se află la o distanță de 130,02 de megaparseci de Pământ.